# Neo-uvaria
Neo-uvaria är ett släkte av kirimojaväxter. Neo-uvaria ingår i familjen kirimojaväxter.
Kladogram enligt Catalogue of Life:
| Neo-uvaria | \| \| Neo-uvaria acuminatissima \| \| \| \| \| \| Neo-uvaria parallelivenia \| \| \| \| |
|            | \| \| Neo-uvaria acuminatissima \| \| \| \| \| \| Neo-uvaria parallelivenia \| \| \| \| |
|            | Neo-uvaria acuminatissima                                                               |
|            |                                                                                         |
|            | Neo-uvaria parallelivenia                                                               |
|            |                                                                                         |